# 교내 체벌

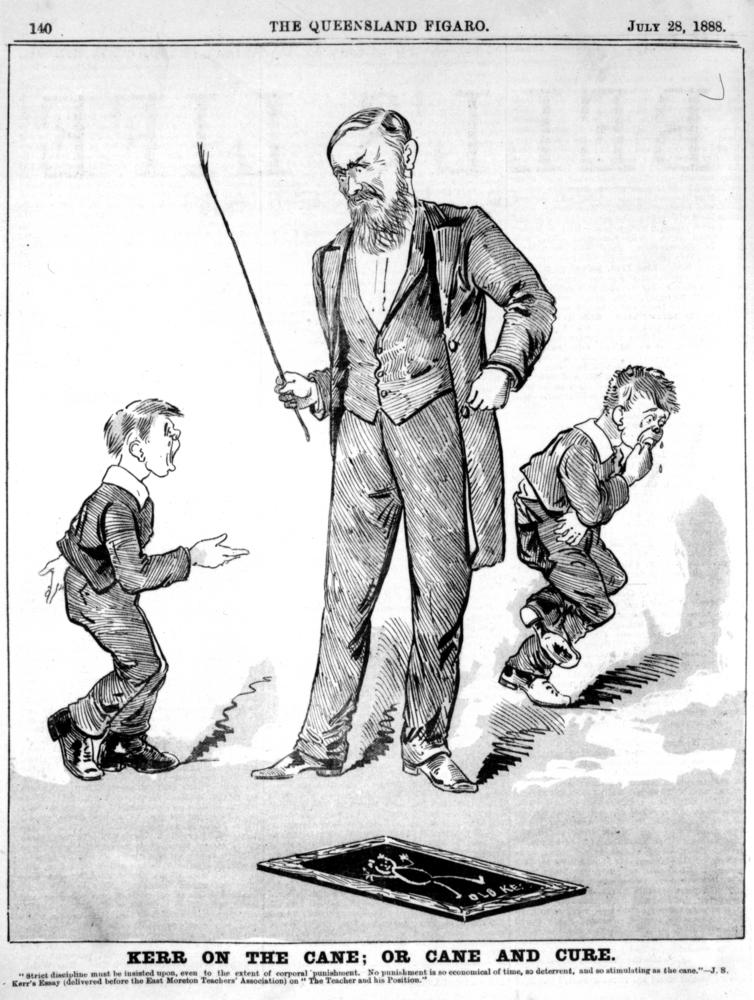
미국 교직공무원이 훈육하고 있다(미국 1888년)

체벌(校內 體罰)은 학교 내에서 잘못된 행동을 한 학생에 대하여 사전에 정해진 만큼 체계적으로 체벌하는 공식적인 행위를 말한다. 학교 체벌(學校 體罰)이라고도 한다. 
보통 체벌은 체벌을 위해 준비된 회초리, 몽둥이, 가죽 띠, 선거용 포스터 걸이 등으로 엉덩이나 손바닥 또는 발바닥에 가한다. 흔하진 않지만, 초등학교에서 정해진 방식에 의해 맨손으로 엉덩이나 손바닥을 때리기도 한다.
일반적으로 교직공무원이 학생에게 교육을 한다는 명목으로 행하여지는 것으로 육체적인 고통을 수반하여 교육의 목표인 바른 방향으로 행동의 변화를 유도하는 행위를 뜻한다. 한국의 경우 교직공무원(교육감 밑에 있는 교원)이 학생이 잘 못 할 경우 회초리로 종아리, 엉덩이 등을 친다.
미국 등의 일부 국가에서는 지역에 따라 허용되기도 한다. 이는 미국 각 주의 주지사가 정한 규율에 따라 다르다.
학교 체벌의 지지자들은 체벌로 기강 확립에 즉각적인 효과를 얻을 수 있다.

## 지역별 학교 체벌
학교 체벌은 세계 각국의 학교에서 일반적으로 사용되었지만, 최근 수십 년 간 유럽과 캐나다, 일본, 남아프리카 공화국, 뉴질랜드, 기타 여러 나라에서는 금지되었다. 아프리카와 동남아시아, 중동의 몇몇 국가들은 여전히 행하여진다.
유럽 대부분에서는 수십 년 간 학교 체벌이 금지되었다. 매질은 덴마크에서는 1967년, 독일에서는 1983년에 폐지되었다.
영어 문화권에서 학교 체벌은 어느 정도 그 둘러싼 전통 문화와 관련이 있는데, 특히 19세기와 20세기의 영국에서 10대 청소년들을 체벌한 것과 관련된다.
미국 남부에서는 여전히 회초리가 사용되고 있지만, 최근 20년 간 발생 정도가 급격히 줄어들었다.
싱가포르과 말레이시아의 여러 학교에서는 공식적으로 남학생의 비행에 대한 공식적인 처벌로 매질을 허용한다. 아프리카의 일부 학교에서도 그러하다. 중동 국가들에서는 채찍질이 사용된다.
공식적으로 체벌이 금지된 일부 아시아와 아프리카 국가에서는 여전히 사용되고 있다.
1917년의 혁명 이후로 러시아와 소련에서는 공산당의 이상과는 반대로 학교 체벌이 금지되었다. 유럽을 찾은 소련의 방문객들은 유럽의 학교 체벌에 충격을 받기도 했다. 다른 공산주의 정권에서는 이를 따르기도 했는데, 북한의 경우 현재 학교 체벌이 금지되어 있고, 공식적으로는 중국에서도 그러하다. 그 동안, 영국과 같은 다른 국가들의 공산주의자들은 학교 체벌 반대 운동을 벌였는데, 그들은 학교 체벌을 '자본주의' 교육 체제의 타락의 증상이라고 주장하였다.

## 정당성과 비판
학교 체벌의 지지자들은 체벌로 해이한 기강에 즉각적인 효과를 얻을 수 있으며, 정학을 주는 것보다는 학생들이 곧바로 수업에 참여할 수 있다고 주장한다.
학교 체벌을 반대하는 주장으로는, 몇몇 연구에서 학교 체벌이 학생들의 행동을 관리하는 긍정적인 방법으로서는 그다지 효과가 없다는 결과를 얻었다는 것이다. 연구에서는 학교 체벌은 육체·정신·교육에 부정적인 결과, 예를 들면, 공격적이고 파괴적인 행동, 수업을 방해하는 행동, 반달리즘의 증가, 학업 부진, 집중 유지 시간 감소, 중퇴자 증가, 등교 거부나 학교 혐오, 자부심 저하, 불안, 신체적 불편, 우울, 자살, 교사에 대한 보복과 관련이 있음을 알렸다.
의학, 소아과, 심리학 단체들은 교내 체벌에 대해 반대하고 있다.

## 각국의 체벌 금지

### 그리스
그리스에서는 1998년 초등학교에서의 학교 체벌이 금지되었으며, 중등학교에서는 2005년 이후로 금지되었다.

### 네덜란드
1920년에 금지되었다.

### 노르웨이
1889년 엄격하게 제한되었고, 1936년에는 완전히 금지되었다.

### 뉴질랜드
1990년의 교육법 개정에 의해 1990년 7월 23일부터 모든 학교와 모든 유아기의 교육(ECE)에서의 체벌이 금지되었다. 특히, 유아기 서비스나 등록된 학교에서의 체벌 금지(No corporal punishment in early childhood services or registered schools)라는 제목의 139A절이 1989년의 교육법(Education Act 1989)에 포함되었다. 139A절은 학교 또는 유아기 교육 제공자가 고용한 이들, 또는 학교측의 입장에서 학생들을 지도하고 통제하는 이들은, 감독하에 있거나 관련된 어떠한 학생들에게도 교정이나 처벌을 목적으로 물리적인 힘을 행사할 수 없다. 하지만, 여기에는 학부형들에 의한 훈육을 막을 수 없는 맹점이 있었고, 2007년 5월에는 2007년 개정법(Crimes Amendment Act 2007)에서 학부형들의 학생들에 대한 체벌이 금지되었다.

### 대만
2006년 학교 체벌을 불법으로 규정하였으나, 여전히 행하여지고 있다.

### 대한민국
학교 체벌 폐지에 대한 논의와 조치는 초기부터 있었다. 1966년 5월에는 서울시내 국·공·사립학교의 교장단이 결의한 행동강령 중에 '일체의 체벌 금지'가 하나의 항목으로 포함되었고, 1979년에는 문교부에서 생활지도지침을 통하여 각 학교내의 체벌·폭언·기타 단체기합을 금한 바 있다.
현재 대한민국에서는 체벌에 대하여 찬반의 입장이 서로 팽팽하게 대립하고 있다. 찬성 측은 바른 방향으로 행동의 변화가 불가한 경우 특별한 대안이 없기에 체벌을 해야한다고 주장하며, 반대 측은 체벌은 인권침해라고 주장한다. 학부모들의 교권 침해와 통제가 불가능한 학생들을 이유로 체벌론이 힘을 얻기도 한다.
20세기 말까지 체벌 금지가 법령이나 교육부 자체 기준으로 정해져 있지 않았기 때문에 대한민국 내 초,중,고등학교에서는 학생을 향한 교사의 직접적 체벌이 만연했으며, 이 중에서는 그 수위가 심각해 사회적 문제가 되기도 하였다. 2002년 교육인적자원부에서 교사들이 체벌 시 사용하는 회초리 규격을 발표하면서 논란이 되기도 하였으며 2005년에는 MBC 100분 토론에서 체벌에 대한 찬반토론이 벌어졌다. 당시 가수 신해철이 체벌을 반대하는 측으로 출연하기도 했다.
그러나 2000년대 중반 카메라 기능이 달린 휴대폰의 등장 및 인터넷으로 인하여 학생들이 체벌 장면을 찍어 올리는 일이 늘어나게 되자 체벌은 점차 수위가 낮아지고 줄어들어 가기 시작했다.
2010년 7월 서울 동작구 문창초등학교 6학년 담임교사가 남학생을 심하게 폭행하는 일명 '오장풍 교사 사건' 이 일어나 한국 사회에 충격을 주었다. 이 담임교사는 이전에도 학생들을 심하게 체벌하는 것으로 유명한 교사였는데 특히 혈우병을 앓고 있어 멍이나 상처에 민감할 수 밖에 없는 학생을 심하게 체벌하여 더욱 논란이 되었다. 해당 담임교사는 직위해제되었으며 이 사건을 계기로 교육계에서도 체벌금지에 대한 본격적인 공론화가 이루어졌고 2011년 3월에 초중등교육법이 개정 후 시행되면서 (교사가 학생을 직접 때리는) 직접적 체벌은 2011년 2월까지만 허용되었고 2011년 3월부터는 직접적 체벌이 아닌 간접적 체벌이 허용된다.
2012년부터 다시 훈육용 체벌을 허용하는 법령이 내려졌다. 다만, 교사들 또한 교장이 상관이고 교장 위에 부교육감, 부교육감 위에 교육감이 있기에 교육감 법령에 따라 규정된 체벌을 시행해야만 한다.

### 독일
역사적으로 학교 체벌이 널리 퍼졌으나 각 주의 행정법에 의해 서로 다른 시기에 금지되었다. 1983년에는 전 지역에서 사라졌다. 늦어도 1993년 이후로는 교사에 의한 학교 체벌이 범죄 행위로 규정되었다.

### 러시아
1917년에 금지되었다. 러시아 연방 노동법의 336번 조항에서 제자에게 (단 한 차례라도) 체벌한 교사는 해임된다고 명시되어 있다.

### 말레이시아
헌법상 금지되어 있다. 현재 공립학교나 사립학교 등지에서 많이 사라졌으나, 동의서를 쓰면 제한적으로 허용된다. 그러나 일부 중국계 학교들에서 간혹 행해지는 경우도 있다. 실제로 코타키나발루의 한 중국계 학교에서 교사가 여자화장실에 들어간 한 남학생의 따귀를 세게 때렸는데 이 때 학생이 쓰러진 뒤로 물의를 빚은 적이 있다.
그러나 다른 나라들과 마찬가지로 명확한 증거가 없거나 비밀리에 행해졌을 경우 법적 처벌이 어려우며, 기관들의 부패가 심해 이를 제대로 해결하지 못하는 경우도 많다. 다만 체벌을 안 하는 추세이지만 가끔 앉았다 일어났다 또는 해가 쨍쨍한 한낮에 운동장 한 가운데 세워놓기도 한다.
하지만 암팡자야나 몽키아라 등 한국계들 사이에서는 도를 넘게 행해지며, 한국계 학원들은 이를 노골적으로 행하고 있는 실정이다.

### 미국
미국의 각 주는 그들 학교의 교내 체벌을 금지시킬 수 있다. 근래로는 31개 미국 주와 워싱턴 시의 공립학교에서 체벌이 금지되었다. 그 중 2개 주인 뉴저지주와 아이오와주에서는 사립학교에서도 체벌을 금지한다. 체벌을 금지하지 않은 19개 주는 대부분 남쪽에 위치한다.

### 버마 (미얀마)
정부에서 체벌을 금지하는 지시를 내리지만, 벌을 주기 위한 지팡이 매질은 학교에서 흔하다. 벌을 받는 흔한 이유로는 학급 내에서 떠들거나, 숙제를 끝내지 못했거나, 교실학습에서 실수를 하였거나, 싸움을 하거나 무단 결석을 하는 경우 등이 있다.

### 스웨덴
학교에서의 체벌은 초등학교 조례(folkskolestadgan)에 의해 1958년 1월 이후로 금지되었다. 문법 학교에서의 일반 교사의 체벌은 1928년에 금지되었다.

### 스페인
1985년에 금지되었다.

### 싱가포르
싱가폴 학교에서의 남학생에 대한 체벌은 적법하며, 정부에서는 엄격한 훈육을 견지하기 위해 전적으로 지지한다. 체벌에는 가벼운 등나무 회초리만 사용할 수 있다. 체벌은 숙고 후 공식적인 행사에서 집행된다. 대부분의 중고등학교와 일부 초등학교에서 잘못을 저지른 학생에 회초리를 사용한다. 중고등학교 이상에서는 회초리로 엉덩이를 때리며, 교육부(Ministry of Education)에서는 건당 최고 6대로 규정하고 있다. 경우에 따라서는 다른 학생들 앞에서 체벌을 집행하기도 한다.

### 아르헨티나
1813년에 금지되었다가 1817년에 다시 합법화되어 1980년대까지 계속되었다.

### 아일랜드
아일랜드 공화국의 학교에서는 1982년부터 규정에 의해 체벌이 금지되었으며, 1996년부터 학교 체벌은 범죄 행위로 규정되었다.

### 영국
모든 교사와 양호교사를 포함한 교직원들은 어린이에 대한 물리적인 체벌이 금지되어 있다.
국립 학교와 정부로부터 일부를 지원받는 사립 학교에서는 1987년 이후로 체벌이 법으로 금지되었다. 다른 초등학교들은 잉글랜드와 웨일즈가 1999년, 스코틀랜드가 2000년, 북아일랜드는 2003년에 금지되었다.
국립 학교에서의 체벌 금지가 시행되고 20여 년이 지난 후에도 체벌에 대한 합의는 부족하다. 2008년에 시행한 6,162명의 교사들을 대상으로 한 여론조사에서는 교사의 1/5, 보조 교사의 22%가 극단적인 경우의 회초리 사용을 지지했다.

### 오스트레일리아
오스트레일리아 수도 준주, 뉴사우스웨일스주, 태즈메이니아주 내의 모든 학교에서 학교 체벌이 금지되었다.

### 오스트리아
1974년에 금지되었다.

### 우루과이
2008년 이후로 부모/후견인, 학교에서의 체벌이 법으로 금지되었다.

### 우크라이나
우크라이나에서는, 헌법(Art.52.2)과 교육법(Art.51.1, 1991년 이후)에 의해 어린이에 대한 '육체적 또는 정신적 폭력'이 금지된다. 학생들은 '어떤 형태로의 착취, 육체적·정신적인 폭력, 권리에 반하거나 그들의 명예와 존엄을 모욕하는 행동'으로부터 보호받을 권리가 있다는 것이다. 과학교육부에서 교사들에게 제공하는 표준 지시서에서는 제자들에게 체벌한 교사는 해고된다고 명시되어 있다.

### 이집트
1998년의 연구에서 이집트 교사들이 그들이 받아들일 수 없는 행동을 벌하기 위해 체벌이 널리 사용되고 있음이 알려졌다.

### 이탈리아
1928년 이후로 금지되었다.

### 인도
인도에서는 학교 체벌이 여전히 행하여지고 있다. 2000년에 인도 대법원에서는 학교 체벌을 금지시켰으며, 28개 주 중에서 17개 주가 이를 적용하겠다고 주장하였으나, 집행은 엄하지 않다.

### 일본
1947년에 금지되었으나, 일부 학교에서는 2000년대 이전까지 학교 체벌이 있었다. 1987년에는 약 60%의 중·고등학교 교사들이 체벌이 필요하다고 여겼고, 7%는 반드시 필요하다고 믿었다. 59%는 때때로 체벌이 주어지고 있다고 여겼고, 32%는 모든 상황에서 체벌을 좋지 않게 생각하였다. 초등학교에서는 2%가 학교 체벌을 무조건적으로 지지했고, 47%는 필요성을 인정하였고, 49%는 인정하지 않은 금지되었다.

### 중국
중국에서는 1949년 공산 혁명 이후로 교내 처벌이 금지되었다. 실제로는, 일부 학교에서 학생들이 막대와 곤장으로 매를 맞는다.

### 체코 공화국
법으로 명백히 금지된 것은 아니지만, 교내 체벌은 허용되는 학사 징계에 포함되지 않는다.

### 캐나다
2004년의 한 소송(Canadian Foundation for Children, Youth and the Law v. Canada)에서 대법원은 학교 체벌을 금하였다. 공립학교에서는 통상 고무줄로 손을 때리며, 사립학교에서는 회초리나 곤장으로 학생의 엉덩이를 때린다. 캐나다의 여러 지역에서는 1970년 이후 또는 그 이전부터 공립학교에서 줄이 사용되지 않았다. 퀘벡에서는 1960년대 이후로 사용되지 않았고, 토론토에서는 1971년에 금지되었다. 앨버타주에서는 2004년에 금지될 때까지 줄이 사용되었다.

### 코스타리카
학교와 가정에서의 모든 체벌은 2008년 이후로 금지되었다.

### 태국
2005년의 학생 체벌에 대한 교육부의 규정으로 학교 체벌이 금지되었으나, 여전히 행하여지고 있다.

### 폴란드
1783년에 체벌을 금지시켰으며 이는 세계 최초로 발령된 체벌금지법이었다.

### 프랑스
프랑스의 학교에서는 19세기 이후로 체벌이 체계적으로 사용되지 않았다. 명확한 법적 금지는 없으나, 2008년에는 학생을 체벌한 교사가 벌금을 물었다.

### 필리핀
공립과 사립학교에서의 체벌이 금지된다.

## 같이 보기
- 체벌
- 가정 폭력
- 학원 폭력
- 학교 규율
- 교사와 학생간의 윤리
- 집단 따돌림
- 일진회